# آجر یوگا

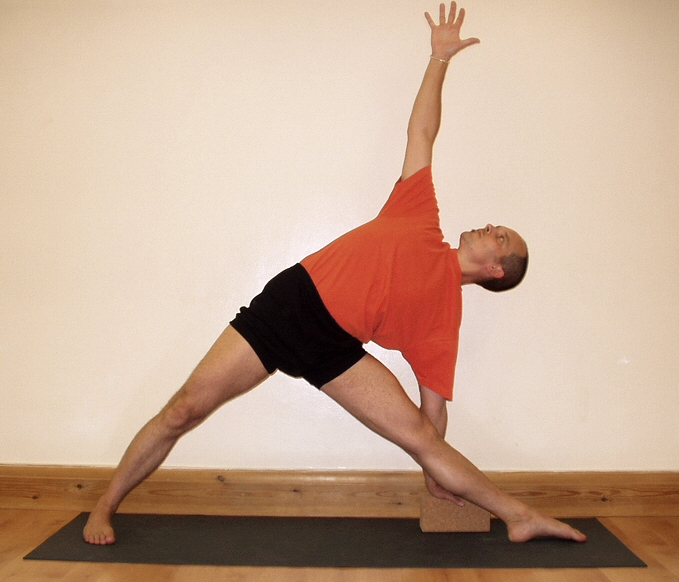
یک آجر یوگا در زیر دست تکیه‌گاه برای کمک به تراز صحیح در تریکوناسانا (حرکت مثلث) با توجه به نیازهای فرد.

آجر یوگا یا بلوک یوگا یک بلوک صاف از چوب یا از مواد سفت اما از جنس بی‌آزار همچون لاستیک فوم سخت یا چوب پنبه است که به عنوان تکیه‌گاه در انجام حرکت‌های یوگا استفاده می‌شود.
استفاده از آجرهای چوبی برای کمک به هم‌ترازی توسط بی. کی. اس آینگار، مؤسس آینگار یوگا معرفی شد و برای استفاده در تمریناتی همچون رستوراتیو یوگا و یین یوگا تعمیم یافت.

## تاریخچه
بی. کی. اس آینگار، که آینگار یوگا را در دهه ۱۹۷۰ تأسیس کرد، استفاده از لوازم‌جانبی یوگا شامل آجر و بند چرمی را برای کمک به شاگردان خود در جهت هم‌ترازی صحیح در آسانا معرفی کرد. او توصیه کرد که آجرهای یوگا از نظر اندازه شبیه آجر خانه، به ابعاد ۹ در ۴٫۵ در ۳ اینچ (۲۲٫۵ در ۱۱ در ۷٫۵ سانتی‌متر) باشد. مؤسسات یوگا آینگار لوازم‌جانبی فاقد برند همچون آجر، کمربند، بالش و پتو را می‌فروشند.

## ملاحظات

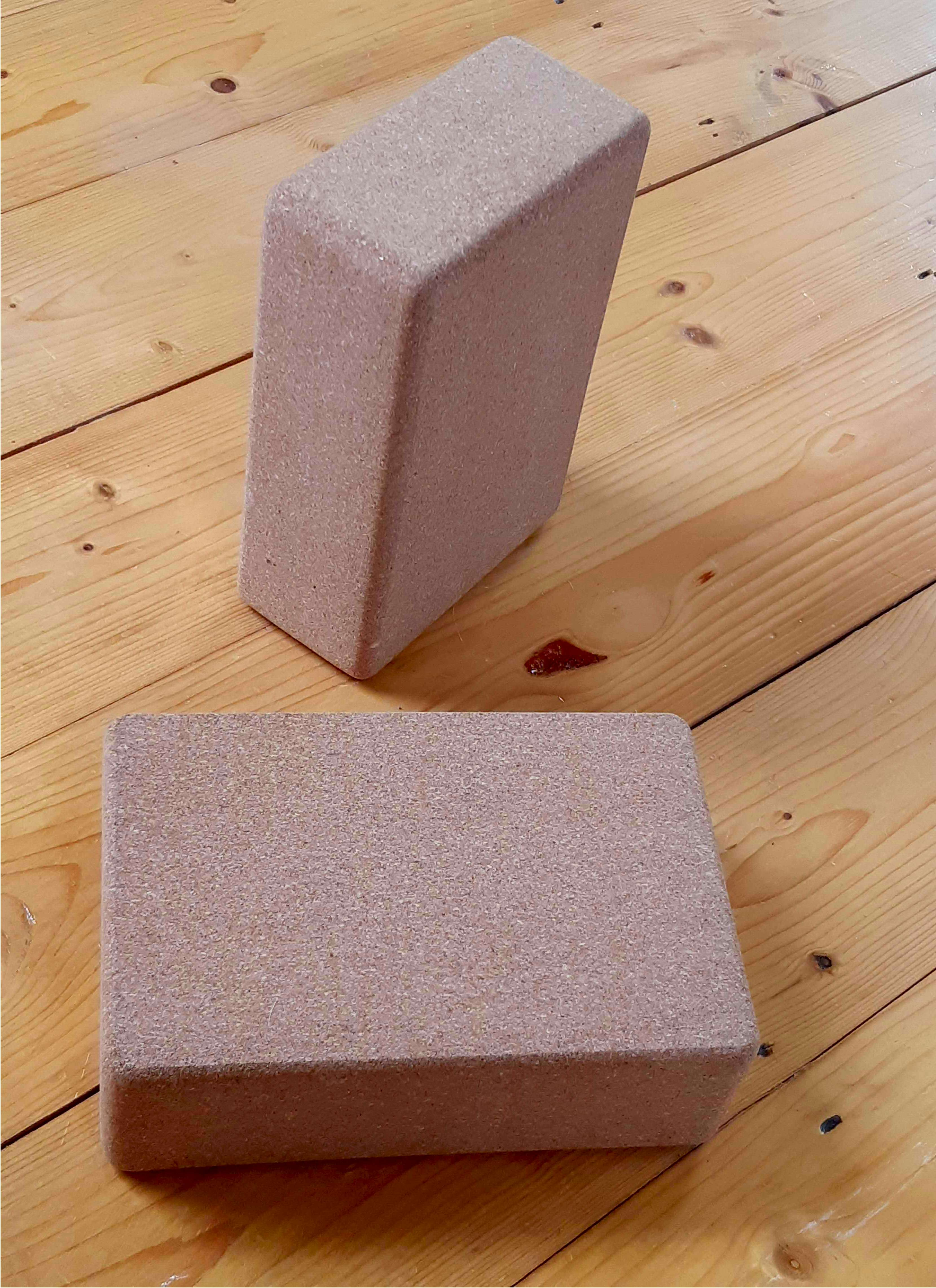
بلوک‌های یوگا از جنس چوب‌پنبه

آجرهای یوگا در اندازه، رنگ و مواد مختلفی تولید می‌شوند.

## جنس آجر

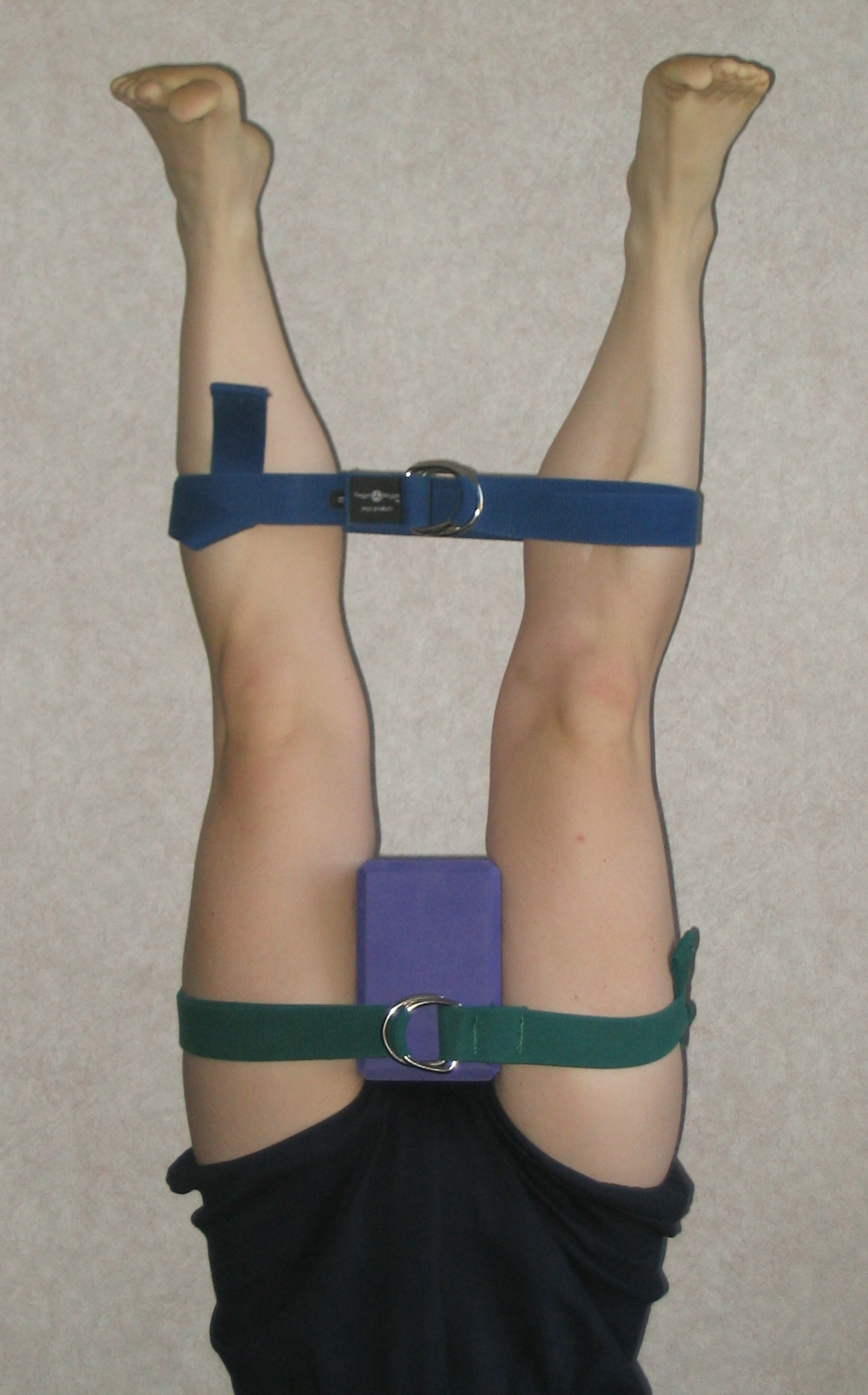
یک بلوک پلاستیکی از جنس فوم هنگام یوگا درمانی

آجرهای یوگا که در ابتدای امر ساخته می‌شد از جنس چوب بود که تکیه‌گاه عالی و دوام بالایی داشتند ولی تا حدودی آزاردهنده بودند. جنس آنها سفت، اغلب سنگین و گران بودند، همچنین وقتی مرطوب می‌شدند لغزنده می‌گردیدند. این موارد منجر به ساخت آجرهای یوگا از مواد دیگر و بازاریابی برای بلوک‌های چوبی توخالی شد که سبک‌تر اما کم‌دوام‌تر و گرانتر بودند. چوب‌های مورد استفاده شامل سخت‌چوب نظیر درخت توس و افرا، و نرم‌چوب نظیر درخت کاج هستند، بلوک‌های سخت‌چوب نسبت به بلوک‌های نرم‌چوب سنگین‌تر (تا حدود ۲٫۵ پوند یا ۱٫۱ کیلوگرم) بوده و دوام بیشتری دارند. بلوک‌های چوبی سبک‌وزن ساخته شده از درخت بالسا، از سوی برخی تولیدکنندگان ارائه شده است. بلوک‌های بامبو دارای دوام بالایی هستند ولی تا حدودی گرانتر می‌باشند.

## اندازه و شکل
مربی یوگا، کنا برافورد خاطر نشان می‌کند که به‌طور معمول آجر و بلوک مترادف لوازم جانبی یوگا تلقی می‌شوند ولی سازندگان برخی اوقات از واژه «آجر» برای یک نمونه باریک دارای ضخامت ۲ اینچ (۵ سانتی‌متر) و از واژه «بلوک» برای نمونه ضخیم‌تر به اندازه ۳ اینچ (۷٫۵ سانتی‌متر) و بیشتر، استفاده می‌کنند.
بیشتر آجرهای یوگا بلوک مکعبی شکل هستند و اغلب دارای لبه‌های پخ‌دار هستند تا گزندی به استفاده‌کننده نرساند. بلوک‌های با طراحی خوب دارای اندازه طول، عرض و ضخامت ناهمسان هستند و سه ارتفاع مختلف را برای استفاده متفاوت در کلاس یوگا در دسترس قرار می‌دهند.